# Ma vie en rose
Ma vie en rose (Nederlandse vertaling: Mijn Leven in Roze) is een Belgische film uit 1997 geregisseerd door Alain Berliner. Het vertelt het verhaal van Ludovic (Georges du Fresne), een kind dat is geboren als jongen maar sterk voelt dat ze eigenlijk een meisje had moeten zijn. De film laat de worsteling met haar genderidentiteit en haar omgeving zien.

## Verhaal
N.B. Alhoewel Ludovic lichamelijk een jongen is, wordt ze in dit artikel als vrouw aangeschreven zoals gebruikelijk is bij transseksuelen.
Als de familie Fabre in hun droomhuis met goede buren trekt, lijkt alles perfect, met uitzondering van één ding: hun jongste kind, Ludovic, is transseksueel. Hoewel ze is geboren met het lichaam van een jongen gelooft zij dat ze eigenlijk een meisje had moeten zijn en gedraagt ze zich ook zo. De rest van de familie probeert hier zo goed mogelijk mee om te gaan, denkend dat het een fase is, iets wat Ludovic snel weer achter zich zal laten.
De moeilijkheden beginnen wanneer Ludovic bevriend raakt met Jerome, de zoon van haar vaders baas, en met hem wil trouwen wanneer hij "geen jongen meer is". Tijdens een bezoek aan het huis van Jerome gaat zij de kamer van zijn overleden zus binnen en trekt haar jurken aan, niet beseffend dat die kamer als aandenken aan haar dient. De moeder van Jerome ziet dit en is net als de rest ontdaan. De buurt keert zich tegen Ludovic en daarmee tegen de rest van de familie Fabre. Ludovics ouders proberen haar te "genezen" door haar naar een psychiater te sturen, maar dit haalt niets uit. Nadat Ludovic heeft opgetreden als Sneeuwwitje in een toneelstuk op school, gaan er stemmen op om haar van school te sturen. De vader van Ludovic komt op zijn werk onder druk te staan en reageert dit af op de familie. Na een ruzie probeert Ludovic dit op te lossen door zelfmoord te plegen door zich in de vriezer te verstoppen. Ze wordt op tijd gevonden en ze staan haar toe een rok te dragen op een feestje bij de buren. In eerste instantie wordt er luchtig over gedaan, maar de volgende dag wordt Ludovics vader ontslagen en hun huis met graffiti beklad.
Hannah, Ludovics moeder, wordt woedend na een volgende vrouwelijke uiting. Ze geeft de schuld van hun situatie aan Ludovic. Om haar op het rechte pad te zetten, knipt ze Ludovics haar af. Als gevolg besluit Ludovic bij haar oma te willen wonen.
Tijdens een bezoekje van Ludovic en haar oma meldt vader dat hij een nieuwe baan heeft gevonden in een andere stad. Ludovic verhuist mee.
In hun nieuwe huis ontmoet Ludovic Christine "Chris" Delvigne, die als meisje geboren is maar zich als jongen gedraagt (hij draagt jongenskleding en kort haar). Chris' moeder nodigt Ludovic uit voor een verkleedpartijtje op Chris' verjaardag. Ludovic komt als cowboy terwijl Chris als prinses gekleed is. Snel besluit Chris dat hij met Ludovic wil ruilen. Ludovic stribbelt tegen omdat ze weet welke gevolgen dit had in haar vorige woonplaats, maar wordt gedwongen. Wanneer haar moeder Ludovic in de jurk ziet, wordt ze woedend omdat ze vreest dat alle problemen weer opnieuw beginnen en begint ze te slaan tot de andere gasten haar tegenhouden. Een visioen en de acceptatie van andere gasten geven een positieve wending. Ludovic wordt dan vrijgelaten in het tot uitdrukking brengen van haar genderidentiteit.

## Titel
De titel kan een referentie zijn naar het liedje La vie en rose, waar "en rose" staat voor verliefd zijn. In deze film staat dit echter voor Ludovics vrouwelijke genderidentiteit.
De transjongen Chris aan het einde van de film heeft dezelfde naam als de schrijver Chris van der Stappen. Hij heeft enkele films over lesbische liefdes geschreven.

## Rolverdeling
| Acteur                 | Personage         |
| ---------------------- | ----------------- |
| Michèle Laroque        | Hanna             |
| Jean-Philippe Ecoffey  | Pierre            |
| Hélène Vincent         | Elizabeth         |
| Georges Du Fresne      | Ludovic           |
| Daniel Hanssens        | Albert            |
| Laurence Bibot         | Lisette           |
| Jean-François Gallotte | Jeannot           |
| Caroline Baehr         | Monique           |
| Julien Rivière         | Jérôme            |
| Cristina Barget        | Zoé               |
| Anne Coesens           | lerares           |
| Marie Bunel            | psychoanalyticus  |
| Marine Jolivet         | Fabienne Delvigne |
| Vincent Grass          | schooldirecteur   |

## Productie
Alhoewel gepresenteerd als een Belgische film is dit een internationale productie van bedrijven in België, Frankrijk en het Verenigd Koninkrijk. Het leeuwendeel van de productie is gedaan door het Franse gespecialiseerde-filmhuis 'Haut et Court'. De opnamen vonden plaats ten zuiden van Parijs bij Évry.
De kleurtint in de film is belangrijk omdat deze verandert naar koelblauw na het toneelstuk van Sneeuwwitje.

## Amerikaanse controversie
In de Verenigde Staten heeft de Motion Picture Association of America deze film een "R-rating" meegegeven, wat inhoudt dat deze film geschikt is bevonden voor 17 jaar en ouder. Dit is opmerkelijk, omdat deze film slechts zeer weinig geweld en mild taalgebruik bevat. Velen zijn van mening dat dit oordeel haar oorsprong vindt in transfobie.

## Prijzen
De film won de Golden Globe Award voor beste buitenlandse film. Ook won hij de Crystal Globe op het Karlovy Vary International Film Festival.